# Sergi Cardona
Sergi Cardona Bermúdez (Lloret de Mar, 8 luglio 1999) è un calciatore spagnolo, difensore del Villarreal.

## Carriera
Cresciuto nel settore giovanile del Gimnàstic, debutta in prima squadra il 9 giugno 2019, disputando l'incontro di Segunda División pareggiato per 1-1 contro il Lugo.
Il 25 giugno 2020 decide di non rinnovare il contratto con il Nàstic. Nel mese di settembre, viene acquistato dal Las Palmas, che lo aggrega alla propria squadra riserve. Debutta in prima squadra il 30 maggio 2021, in occasione dell'incontro di Segunda División vinto per 1-0 contro l'UD Logroñés.
Il 18 luglio 2024 firma un contratto triennale con il Villarreal.

## Statistiche

### Presenze e reti nei club
Statistiche aggiornate al 26 agosto 2024.
| Stagione             | Squadra              | Campionato           | Campionato | Campionato | Coppe nazionali | Coppe nazionali | Coppe nazionali | Coppe continentali | Coppe continentali | Coppe continentali | Altre coppe | Altre coppe | Altre coppe | Totale | Totale |
| Stagione             | Squadra              | Comp                 | Pres       | Reti       | Comp            | Pres            | Reti            | Comp               | Pres               | Reti               | Comp        | Pres        | Reti        | Pres   | Reti   |
| -------------------- | -------------------- | -------------------- | ---------- | ---------- | --------------- | --------------- | --------------- | ------------------ | ------------------ | ------------------ | ----------- | ----------- | ----------- | ------ | ------ |
| 2018-2019            | Pobla Mafumet        | TD                   | 22         | 1          |                 | -               | -               |                    | -                  | -                  |             | -           | -           | 22     | 1      |
| 2019-2020            | Pobla Mafumet        | TD                   | 22         | 0          |                 | -               | -               |                    | -                  | -                  |             | -           | -           | 22     | 0      |
| Totale Pobla Mafumet | Totale Pobla Mafumet | Totale Pobla Mafumet | 44         | 1          |                 | -               | -               |                    | -                  | -                  |             | -           | -           | 44     | 1      |
| 2018-2019            | Gimnàstic            | SD                   | 1          | 0          | CR              | -               | -               |                    | -                  | -                  |             | -           | -           | 1      | 0      |
| 2020-2021            | Las Palmas Atlético  | SDB                  | 16+8       | 0+1        |                 | -               | -               |                    | -                  | -                  |             | -           | -           | 24     | 1      |
| 2020-2021            | Las Palmas           | SD                   | 1          | 0          | CR              | -               | -               |                    | -                  | -                  |             | -           | -           | 1      | 0      |
| 2021-2022            | Las Palmas           | SD                   | 37+2       | 0          | CR              | 0               | 0               |                    | -                  | -                  |             | -           | -           | 39     | 0      |
| 2022-2023            | Las Palmas           | SD                   | 39         | 1          | CR              | 2               | 0               |                    | -                  | -                  |             | -           | -           | 41     | 1      |
| 2023-2024            | Las Palmas           | PD                   | 35         | 1          | CR              | 1               | 0               |                    | -                  | -                  |             | -           | -           | 36     | 1      |
| Totale Las Palmas    | Totale Las Palmas    | Totale Las Palmas    | 114        | 2          |                 | 3               | 0               |                    | -                  | -                  |             | -           | -           | 117    | 2      |
| 2024-2025            | Villarreal           | PD                   | 35         | 1          | CR              | 0               | 0               |                    | -                  | -                  |             | -           | -           | 4      | 1      |
| Totale carriera      | Totale carriera      | Totale carriera      | 186        | 5          |                 | 3               | 0               |                    | -                  | -                  |             | -           | -           | 189    | 5      |